# Pleurospermum linearilobum
Pleurospermum linearilobum är en flockblommig växtart som beskrevs av William Wright Smith. Pleurospermum linearilobum ingår i släktet piplokor, och familjen flockblommiga växter. Inga underarter finns listade i Catalogue of Life.